# Partula garrettii
Espèce
Statut de conservation UICN

 EW  : Éteint à l'état sauvage
Partula garrettii est une espèce de mollusques gastéropodes terrestres de la famille des Partulidae. Cette espèce était endémique de Ra’iātea en Polynésie française, elle est considérée comme éteinte à l'état sauvage.

## Liste des sous-espèces
Selon World Register of Marine Species (15 juin 2023) :
- Partula garrettii garrettii Pease, 1865
- Partula garrettii rustica Pease, 1866
- Partula garrettii thalia Garrett, 1884

## Systématique
Le nom valide complet (avec auteur) de ce taxon est Partula garrettii Pease (d), 1865,. 
Partula garrettii a pour synonymes :
- Partula rustica Pease, 1866
- Partula thalia Garrett, 1884

## Publication originale
- (en) W. Harper Pease, « Descriptions of New Species of Land Shells from the Islands of the Central Pacific », Proceedings of the Zoological Society of London, Londres, ZSL,‎ 13 décembre 1864, p. 668-676 (ISSN 0370-2774, OCLC 1779524, BNF 32843178, lire en ligne).